# Philippe Forrest
Philippe Forrest (1832 - Roeselare, 1912) was een West-Vlaams orgelbouwer.
Forrest heeft het vak geleerd bij Aristide Cavaillé-Coll in Parijs. Hij bouwde verschillende orgels in Gent (conservatorium, Augustijnenkerk en de Sint-Stefanuskerk). Zijn atelier was in Roeselare, waar hij ook stierf.
Familie Anneessens · Charles Anneessens · Jules Anneessens · Pieter-Hubertus Anneessens · Frans Boon · Arnold Clerinx · George Cloetens · Gebroeders Decap Antwerpen · Frans Decap · Delhaye · Familie Delmotte · De Volder · Philippe Forrest · Hooghuys · Kerckhoff · Loncke · Loret (familie) · Leo Lovaert · Mortier · Joris Potvlieghe · Pierre Schyven · Theodoor Smet · Gebroeders Van Bever · Pieter-Adam Van Dinter · Charles Louis Vanhoutte · Van Peteghem · Familie Verbeeck · Vereecken · Wim Winters